# Даниела Георгиева (бегачка)
Даниела Симеонова Георгиева (по баща Спасова) е българска бегачка.

## Биография
Родена е на 22 септември 1969 г. в София. Тренира лека атлетика в „Славия“ и участва в международни състезания от края на 80-те години. През 1995 г. е трета на 400 метра на световното първенство по лека атлетика в зала в Барселона. Участва в Олимпиадата в Сидни през 2000 година. През 2002 г. прекратява състезателната си кариера, след което живее в Съединените щати.